# Héroumbili
Héroumbili är en ort i Komorerna.   Den ligger i distriktet Grande Comore, i den nordvästra delen av landet, 22 km nordost om huvudstaden Moroni. Héroumbili ligger 396 meter över havet och antalet invånare är 1 463. Den ligger på ön Grande Comore.
Terrängen runt Héroumbili är varierad. Havet är nära Héroumbili österut.  Närmaste större samhälle är Mbéni, 4,7 km norr om Héroumbili. 